# Martin Rutten
Martin Gerard Rutten (Jombang (Java), 22 oktober 1910 - Utrecht, 13 oktober 1970) was een Nederlandse geoloog en bioloog.
Martin Rutten was de zoon van Louis Rutten, en als student was zijn vader ook zijn leraar. Hij nam als student deel aan de expedities naar de Antillen (1930) en Cuba (1933) die zijn vader organiseerde. Behalve de geologie bestudeerde hij daarbij ook de lokale vogels, wat een hobby van hem was. Hij promoveerde in 1936 op een proefschrift over de geologie van Cuba. Daarna trad hij in dienst van de Bataafsche Petroleum Maatschappij, die hem naar Nederlands-Indië uitzond. In 1940 was hij weer in Nederland, waar hij in de oorlog bij de Staatsmijnen in Zuid-Limburg werkte.
Van 1946-1951 was hij hoogleraar stratigrafie en paleontologie aan de Gemeenteuniversiteit van Amsterdam, vanaf 1951 vervulde hij aan de Universiteit van Utrecht de leerstoel van zijn vader, "algemene geologie". Hij hield zich bezig met paleontologisch onderzoek naar foraminifera, maar ook meer algemene vraagstukken zoals het ontstaan van het leven. Samen met J. Veldkamp en R.W. van Bemmelen begon hij paleomagnetisch onderzoek in Nederland, en later op IJsland, waar een serie veldonderzoeken opgestart werd. In 1970 overleed hij op vrij jonge leeftijd.
- Bibsys: 90668617
- Biografisch Portaal: 81877623
- CiNii: DA04941350
- Digitale Bibliotheek voor de Nederlandse Letteren: rutt023
- Gemeinsame Normdatei: 116712163
- International Standard Name Identifier: 0000 0000 7152 0979
- Library of Congress Control Number: n87825982
- Nationale Bibliotheek van Letland: 000051686
- Nationale Bibliotheek van Israël: 987007433019805171
- Nationale Bibliotheek van Polen: a0000002029297
- Nederlandse Thesaurus van Auteursnamen: 069449686
- Réseau des bibliothèques de Suisse occidentale: 02-A003772686
- Système universitaire de documentation: 073418498
- Virtual International Authority File: 94260252
- WorldCat: E39PBJccg4rpfTkfyT67B7dfbd